# Annina
Annina è il secondo singolo estratto dall'album Un giorno del cantautore romano Max Gazzè, pubblicato nel 2004.

## Tracce
1. Annina